# Окул (Підляське воєводство)
Окул (пол. Okół) — село в Польщі, у гміні Граєво Ґраєвського повіту Підляського воєводства.
Населення — 61 особа (2011).
У 1975-1998 роках село належало до Ломжинського воєводства.

## Демографія
Демографічна структура станом на 31 березня 2011 року:
|          | Загалом | Допрацездатний вік | Працездатний вік | Постпрацездатний вік |
| -------- | ------- | ------------------ | ---------------- | -------------------- |
| Чоловіки | 35      | 9                  | 24               | 2                    |
| Жінки    | 26      | 6                  | 13               | 7                    |
| Разом    | 61      | 15                 | 37               | 9                    |